# Musical Bones
A Musical Bones Vin Gordon és a The Upsetters 1975-ben megjelent reggae lemeze.

## Számok
1. "Coco-Macca"
2. "Fly Away"
3. "The Message"
4. "Licky-Licky"
5. "Labrish"
6. "Quinge-Up"
7. "Raw-Chaw"
8. "5 Cardiff Crescent"
9. "Four of a Kind"
10. "Voodoo Man"
11. Nah Go Run *
12. Mek It Soon *
13. Bredda's Dub *
14. Matches Lane Affair *
15. A Wise Dub *

* csak a későbbi CD-kiadáson

## Zenészek
- háttérzenekar  : The Upsetters
- dob : Mikey Boo Richards & Ben Bow
- basszusgitár : Boris Gardiner
- Lead gitár : Chinna & Geoffrey Chung
- orgona : Winston Wright
- kürt : Bobby Ellis & Dirty Harry
- harsona : Vin Gordon
- ütősök  : Skully & Lee Perry

## Külső hivatkozások
- https://web.archive.org/web/20081012025930/http://www.roots-archives.com/release/241